# Franco Del Giglio
Franco José Del Giglio (7 de enero de 1993 en Rosario, Argentina) futbolista profesional con doble ciudadanía, argentina e italiana, y que se desempeña como enganche o delantero y actualmente juega en Atlético Vega Real de la Primera División de República Dominicana. 

## Trayectoria deportiva

### Divisiones inferiores
En 2003 se incorpora al club Rosario Central con 10 años de edad. Sus buenos partidos y desempeño lograron que clubes importantes como River Plate pongan sus ojos en él. En 2010 se concreta su transferencia al Club Atlético River Plate, donde a fines del año de su llegada logra firmar su primer contrato profesional por 2 años. Finalizado el plazo de ese contrato inicial se decidió renovarlo por 3 años más. En River Plate tuvo un muy buen desempeño y logró el campeonato de Cuarta División de AFA en el año 2012.

### Primera división
Finalizando el año 2014 , junto a la decisión de empresarios, decidió rescindir contrato con River Plate y viajar a Colombia para incorporarse al plantel profesional del Cúcuta Deportivo el 26 de diciembre de 2014. Realiza su pretemporada junto al plantel en la ciudad de Bogotá, con la meta de ganar el cuadrangular por el ascenso al club. Finalmente logra ascender con el equipo el 21 de enero de 2015. Durante 2016 se desempeñó en Argentino de Rosario, en la Primera D de Argentina. En 2017 pasó a ATSV Wolfsberg, compitiendo en la Fußball-Regionalliga, 3.ª división de Austria. A mediados de año emigró al fútbol alemán para fichar por NTSV Strand 08, equipo participante de la Schleswig-Holstein-Liga, integrante de la Oberliga, quinta división de Alemania.
El 2 de enero de 2018 fichó por Coquimbo Unido de Chile.
Luego pasó por varios clubes de Italia ASD. Monticelli, ASD. Valdiano, A.S.D. Fortis Juventus 1909
Entre el 2020 al 2021 jugó en el equipo de fútbol profesional Atlético Vega Real de República Dominicana
En marzo de 2021 fichó por el ASD Amatrice de Italia, campeonato de Promozione.

## Clubes
| Club                        | País                 | Año       |
| --------------------------- | -------------------- | --------- |
| Cúcuta Deportivo            | Colombia             | 2014-2015 |
| Mitre (Santiago del Estero) | Argentina            | 2016      |
| Argentino (Rosario)         | Argentina            | 2016      |
| ATSV Wolfsberg              | Austria              | 2017      |
| NTSV Strand 08              | Alemania             | 2017      |
| Coquimbo Unido              | Chile                | 2018      |
| ASD. Monticelli             | Italia               | 2018      |
| ASD. Valdiano               | Italia               | 2019      |
| ASD. Fortis Juventus        | Italia               | 2019      |
| Atlético Vega Real          | República Dominicana | 2020-2021 |
| Amatrice                    | Italia               | 2021-2022 |
| Sondrio Calcio              | Italia               | 2022      |
| ASD Tricarico               | Italia               | 2022-Act. |

## Palmarés
| Título                 | Club             | País      | Año  |
| ---------------------- | ---------------- | --------- | ---- |
| Campeonato 4º División | River Plate      | Argentina | 2012 |
| Ascenso                | Cúcuta Deportivo | Colombia  | 2014 |
| Primera B              | Coquimbo Unido   | Chile     | 2018 |